# 拉塞勒昂吕特雷
拉塞勒昂吕特雷（法語：La Selle-en-Luitré，法語發音：[la sɛl ɑ̃ lɥitʁe]）是法国伊勒-维莱讷省的一个市镇，属于富热尔-维特雷区。

## 地理
拉塞勒昂吕特雷（48°18'38"N, 1°7'40"W）面积7.32 平方千米，位于法国布列塔尼大區伊勒-维莱讷省，该省份为法国西北部沿海省份，位于布列塔尼半岛东部，北濒大西洋，西接阿摩尔滨海省和莫尔比昂省，南至大西洋卢瓦尔省，西南端接曼恩-卢瓦尔省，东临马耶讷省，东北与芒什省接壤。
与拉塞勒昂吕特雷接壤的市镇（或旧市镇、城区）包括：博塞、富热尔、雅沃内、吕特雷-栋皮埃尔、拉沙佩勒-弗勒里涅。

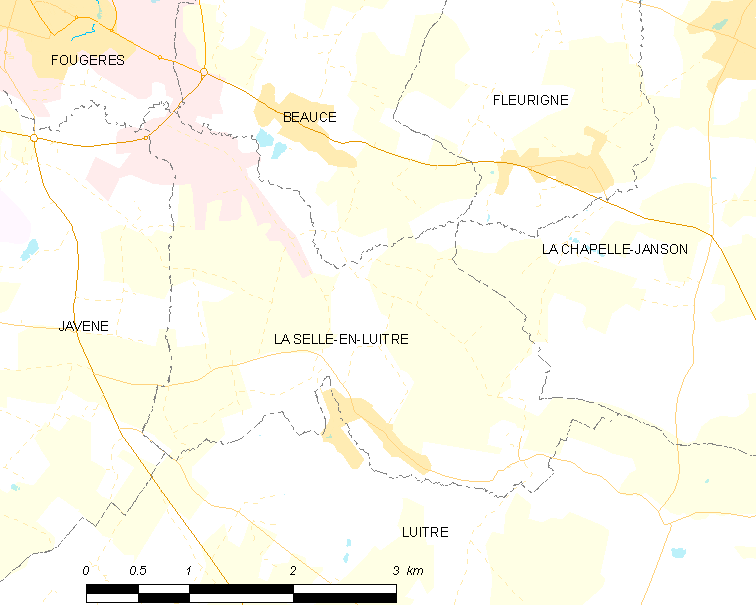
拉塞勒昂吕特雷的OSM定位图

拉塞勒昂吕特雷的时区为UTC+01:00、UTC+02:00（夏令时）。

## 行政
拉塞勒昂吕特雷的邮政编码为35133，INSEE市镇编码为35324。

## 政治
拉塞勒昂吕特雷所属的省级选区为富热尔第二县。

## 人口

1962-2008年间拉塞勒昂吕特雷人口变化图示

拉塞勒昂吕特雷于2022年1月1日时的人口数量为618人。